# 下吕斯
下吕斯（德語：Unterlüß，發音：[ˈʊntɐˌlyːs]）是德国下萨克森州策勒县曾经的一个市镇，面积77.53平方千米，人口为人。2015年1月1日，下吕斯与市镇赫尔曼斯堡合并为新市镇叙德海德。